# Estadio José Manuel Moreno
El estadio José Manuel Moreno es el estadio del Club Social y Deportivo Merlo. Está ubicado en Merlo, provincia de Buenos Aires, Argentina. Lleva ese nombre en homenaje al célebre delantero José Manuel Moreno, el Charro, que fue su director técnico al final de la década de 1970.

## Ubicación

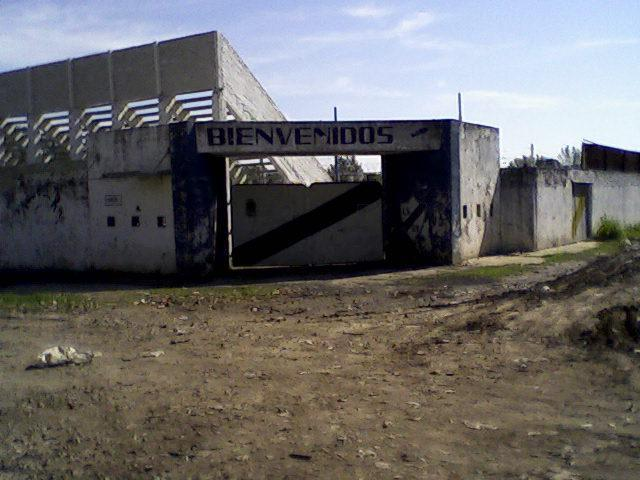
Entrada principal del estadio.

Se encuentra sobre las calles Ingeniero Huergo y Ramallo, en el barrio Los Vascos de la ciudad de Parque San Martín.
El estadio comenzó con un alambrado perimetral. Los vestuarios se encontraban atrás de lo que hoy es la tribuna visitante. Al construirse los nuevos vestuarios, se construyeron dos cabinas de transmisión arriba de estos. La primera tribuna se construyó con motivo del ascenso a 1 °C en el año 1976. Esta tribuna cubría todo el lateral que da espaldas a la calle Huergo. Luego se levantó la tribuna visitante de madera. Posteriormente se construyó la platea, luego la tribuna local de madera. Finalmente se amplió la tribuna visitante construyéndola de cemento como se encuentra actualmente, con la capacidad para 3800 personas
En el año 2000, un grupo de socios construyó las actuales cabinas de transmisión y la tribuna local, también de cemento. En el año 2013 se reinaugura la tribuna popular local, cuya capacidad fue ampliada. Por último, en el año 2017 se inauguró la platea Doctor Guillermo Tomas. En la actualidad el estadio tiene capacidad para 12000 espectadores y está siendo ampliado.